# Koivusaari (ö i Finland, Norra Karelen, Joensuu, lat 62,82, long 30,53)
Koivusaari är en ö i Finland. Den ligger i sjön Palojärvi och i kommunen Ilomants i den ekonomiska regionen  Joensuu ekonomiska region  och landskapet Norra Karelen, i den sydöstra delen av landet, 400 km nordost om huvudstaden Helsingfors. Öns area är 1,7 hektar och dess största längd är 200 meter i sydväst-nordöstlig riktning.